# District de Sherani
Le district de Sherani ou Shirani (en ourdou : ضلع شیرانی) est un district du nord de la province du Baloutchistan au Pakistan. Créé en 2006, c'est un district montagneux frontalier avec la province de Khyber Pakhtunkhwa.
Le district est principalement rural, pauvre et reculé. La population d'environ 150 000 habitants en 2017 est en majorité constituée de tribus pachtounes.

## Histoire

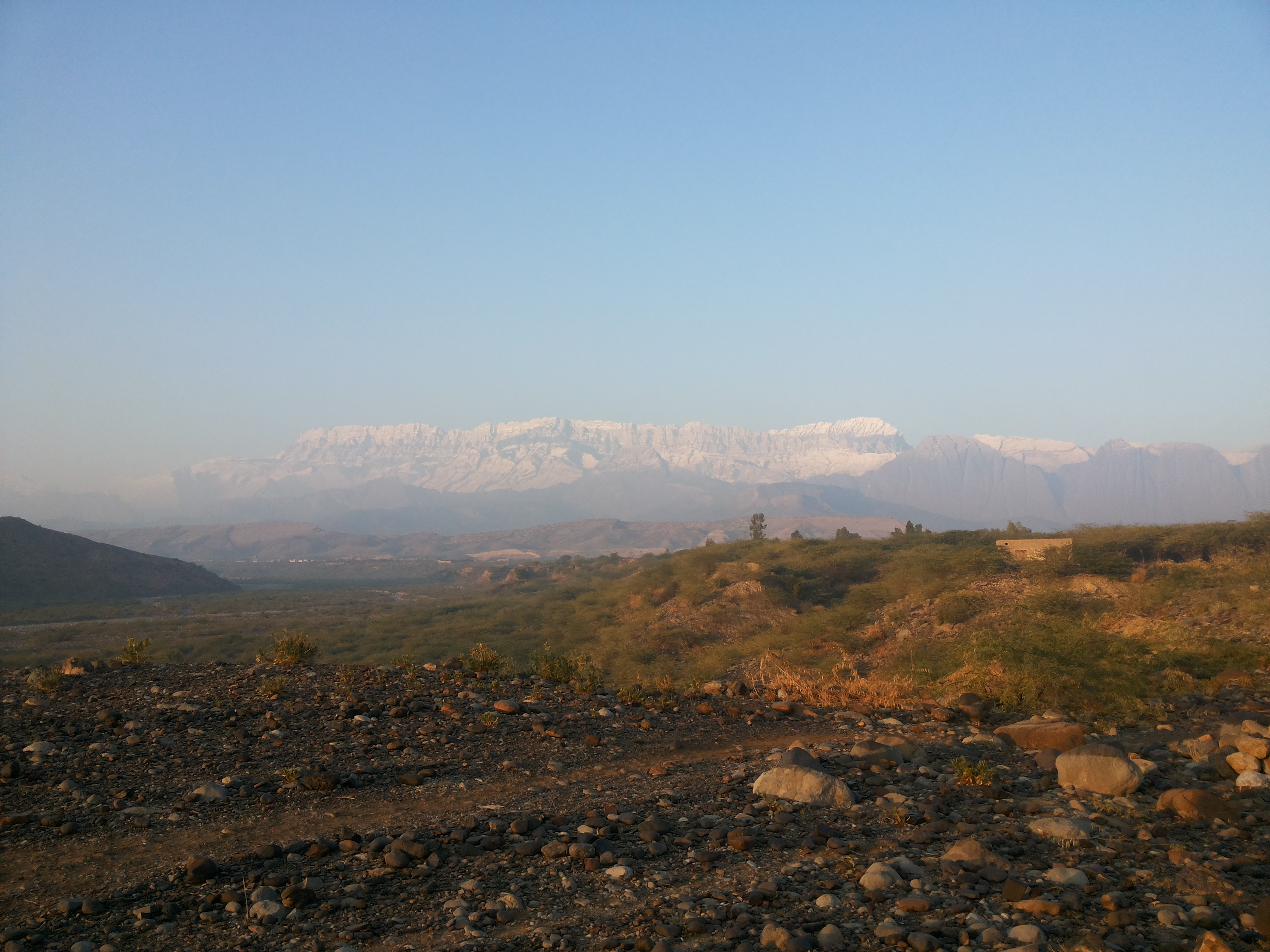
Paysage de Sherani.

Le district de Sherani a été créé en 2006 alors qu'il était auparavant inclus au sein du district de Zhob.

## Démographie
Lors du recensement de 1998, la population du district a été évaluée à 81 684 personnes, essentiellement rurale.
En 2009, l'alphabétisation est estimée à 41 % par les autorités, dont 63 % pour les hommes et 14 % pour les femmes.
Le recensement suivant mené en 2017 pointe une population de 153 116 habitants, soit une croissance annuelle de 3,4 %, supérieure à la moyenne nationale de 2,4 % mais semblable à la moyenne provinciale. Le taux d'urbanisation reste stable, à 15 %.
Le district est principalement peuplé par deux tribus pachtounes parlant pachto, les Harifals et Sheranis, ces derniers ayant donné leur nom au district. Le district compte quelques rares minorités religieuses, soit 1 % de chrétiens et 0,9 % d'hindous en 1998.

## Administration

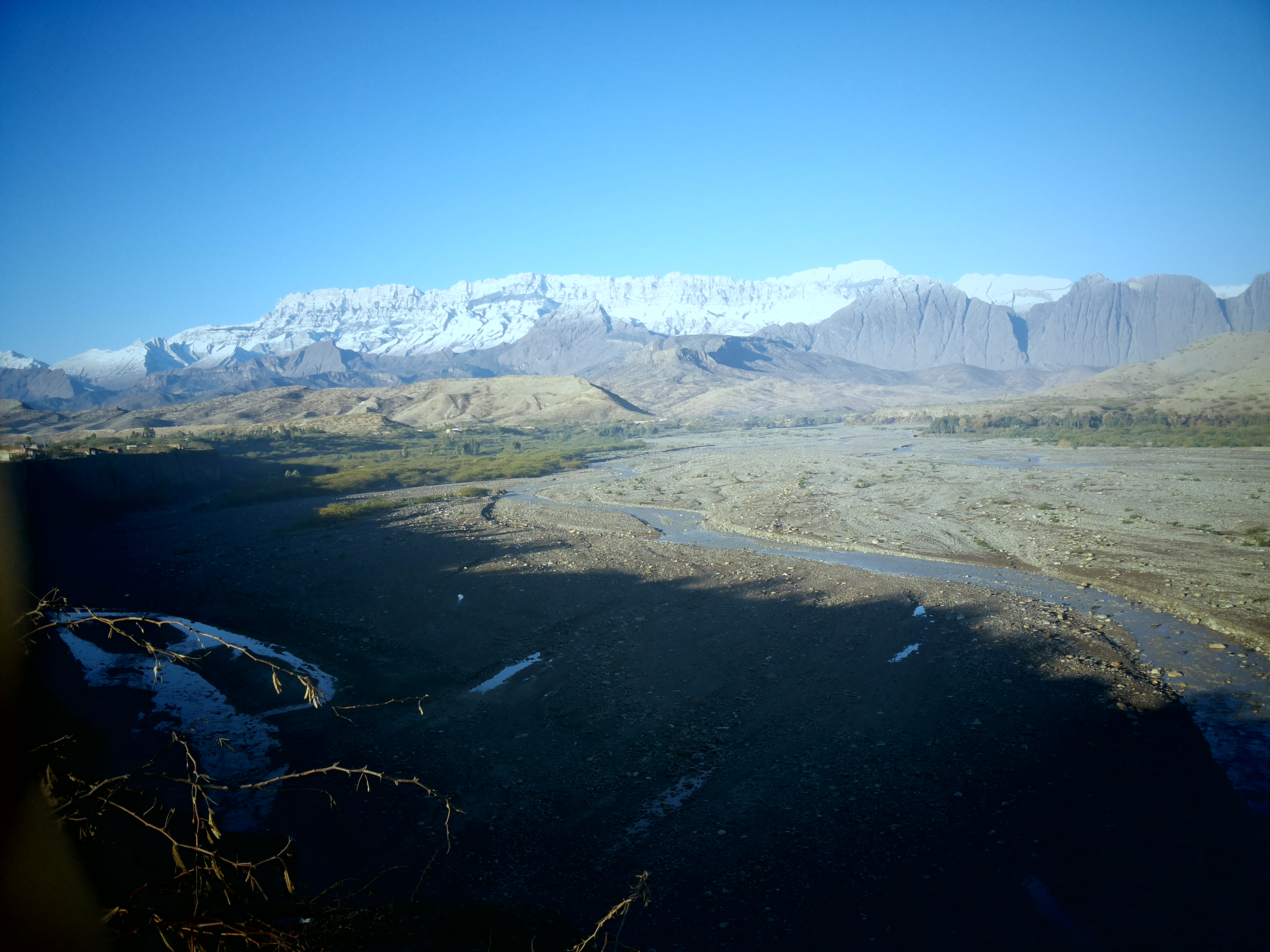
Paysage de Sherani.

Le district ne contient qu'un seul tehsil et sept Union Councils : Ahmadi Darga, Dhanasar, Kapip, Mani Khawa, Mughal Kot, Shingar Harifal-Nord et Shingar-Sud,.

## Économie et éducation
Moins de 3 % de la superficie totale est cultivée, soit environ 72 kilomètres carrés.
Les services publics sont peu développés dans le district, notamment les infrastructures scolaires qui sont manquantes. Seuls 24 % des enfants sont effectivement scolarisés dans le primaire en 2012 et ce taux chute à 13 % pour l'enseignement secondaire.

## Politique
Depuis le redécoupage électoral de 2018, le district partage avec les districts de Killa Saifullah et Zhob la circonscription no 257 pour l'Assemblée nationale et est représenté par la circonscription no 1 à l'Assemblée provinciale du Baloutchistan avec le district de Musakhel. Lors des élections législatives de 2018, elles sont remportées par un candidat du Muttahida Majlis-e-Amal et un du Mouvement du Pakistan pour la justice.